# ローモンド湖・ザトロサックス国立公園

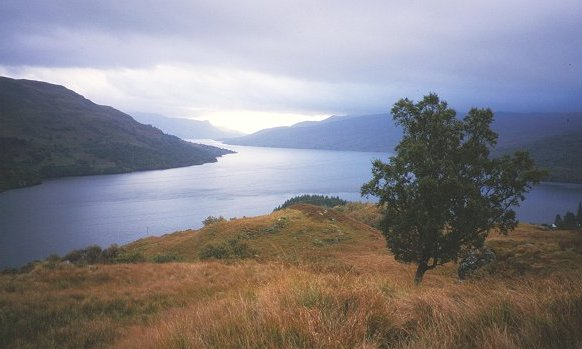
公園内のカトリン湖（Loch Katrine）

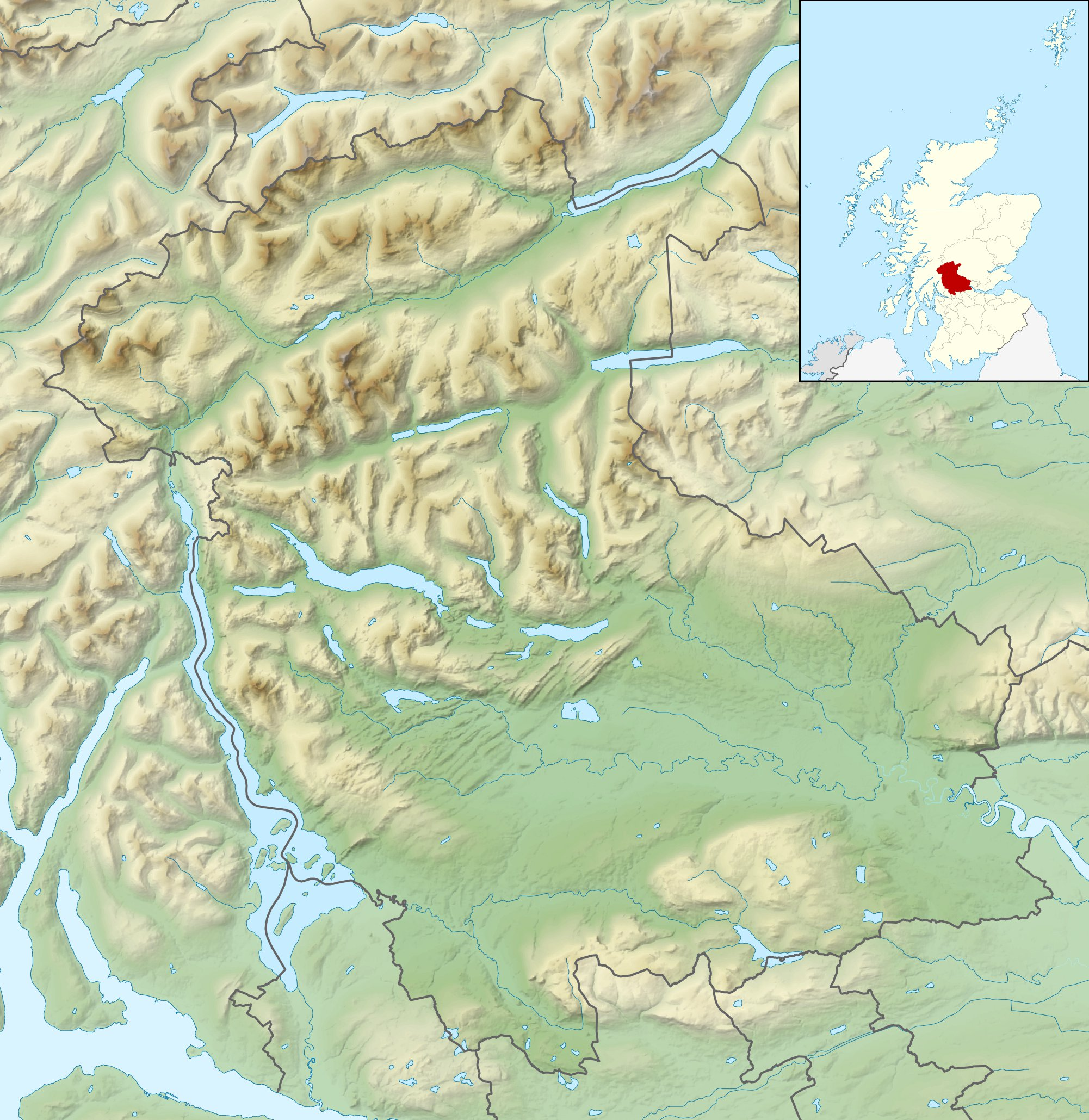
カトリン湖があるスターリングの位置

ローモンド湖・ザトロサックス国立公園（ろーもんどこ・ザトロサックスこくりつこうえん、英語: Loch Lomond and The Trossachs National Park、スコットランドゲール語：PàircNàiseantaLochLaomainnisnanTròisichean）は、ローモンド湖とザトロサックス（The Trossachs）の丘と谷、その他いくつかの丘陵地帯を中心とするスコットランドにあるイギリスの国立公園である。

## 概要
ローモンド湖・ザトロサックス国立公園は、2002年にスコットランド議会によって設立された2か所の国立公園のうちの最初のものであり、2か所目はケアンゴーム国立公園（Cairngorms National Park）であった。この国立公園はグラスゴー大都市圏の北に位置する南部高地の西部の大部分をカバーするように広がり、多くの山や湖がある。ブリテン諸島で4番目に大きな国立公園で、総面積は1,865平方キロメートル（720平方マイル）、境界線の長さは約350 km（220マイル）である。21の山（ベン・ローモンド、ベン・ルイ、ベイン・チャルイム、ベン・モア、ベン・ヴォリッチと呼ばれる2つの山を含む）と20の小山が含まれている。

## 参照項目
- スコットランドの国立公園 (National parks of Scotland
- イギリスの国立公園